# Neopsylla fimbriata
Neopsylla fimbriata är en loppart som beskrevs av Li Kueichen et Hsieh Paochi 1980. Neopsylla fimbriata ingår i släktet Neopsylla och familjen mullvadsloppor. Inga underarter finns listade i Catalogue of Life.